# Římskokatolická farnost Ktiš
Římskokatolická farnost Ktiš je územním společenstvím římských katolíků v rámci prachatického vikariátu Českobudějovické diecéze. Je součástí většího farního obvodu spravovaného excurrendo z farnosti Prachatice. V budově ktišské fary je otevřeno DCŽM Ktiš provozované zájmovým spolkem Ktiš pro mladé.

## O farnosti

### Historie
Plebánie na Ktiši je připomínána již v roce 1310, kdy byl zlatokorunským opatem Dětřichem založen kostel, vysvěcený ještě týž rok biskupem Heřmanem ke cti svatého Bartoloměje. Do farního obvodu nově patřily i Třebovice, Březovík a Dobročkov, které do roku 1310 náležely k farnosti Chvalšiny. Z nejstarších plebánů jsou jménem známi P. Ondřej (1379–1388), P. Bartoloměj (1388), P. Martin (do 1393), P Mikuláš (1393–1394), P. Jan (1394–1396), P. Jakub (1396–1404), P. Štěpán (1404), P. Albert (1406), P. Mikuláš (do 1409) a P. Ondřej (1409). V roce 1419 během husitských bouří Ktiš vyhořela a s ní i veškeré písemnosti světské i církevní. V této době se místní farníci nejspíš přiklonili k přijímání pod obojí, ale již v roce 1493 se farnost navrátila ke katolické církvi, jak dosvědčuje listina pořízená při příležitosti znovusvěcení kostela a oltáře svatého Benedikta 30. června 1493 kamínským biskupem Benediktem z Valdštejna.
Během třicetileté války obec opět vyhořela, a přestože kostel nebyl výrazně poškozen, všechny písemné záznamy před rokem 1641 shořely. Dochované matriční knihy začaly být vedeny ve zmíněném roce během působení faráře P. Ulricha zvaného Vlach. Jako kaplan zde v letech 1796 až 1797 působil Antonín Jaroslav Puchmajer, který zde připravil k vydání druhý almanach básní s názvem Sebrání básní a zpěvů.
Přestavby kostela proběhly v 90. letech 15. století, na přelomu 80. a 90. let 17. století pod vedením Giovanniho Canevalleho a v roce 1878, kdy byla zvýšená věž.
Farnost byla v letech 1940–1945 nuceně spravována z Linecké diecéze. Po druhé světové válce byla navrácena českobudějovické diecézi.

### Současnost
Pravidelné bohoslužby jsou ve farním kostele svatého Bartoloměje v neděli od 11.00 hodin.

## Galerie

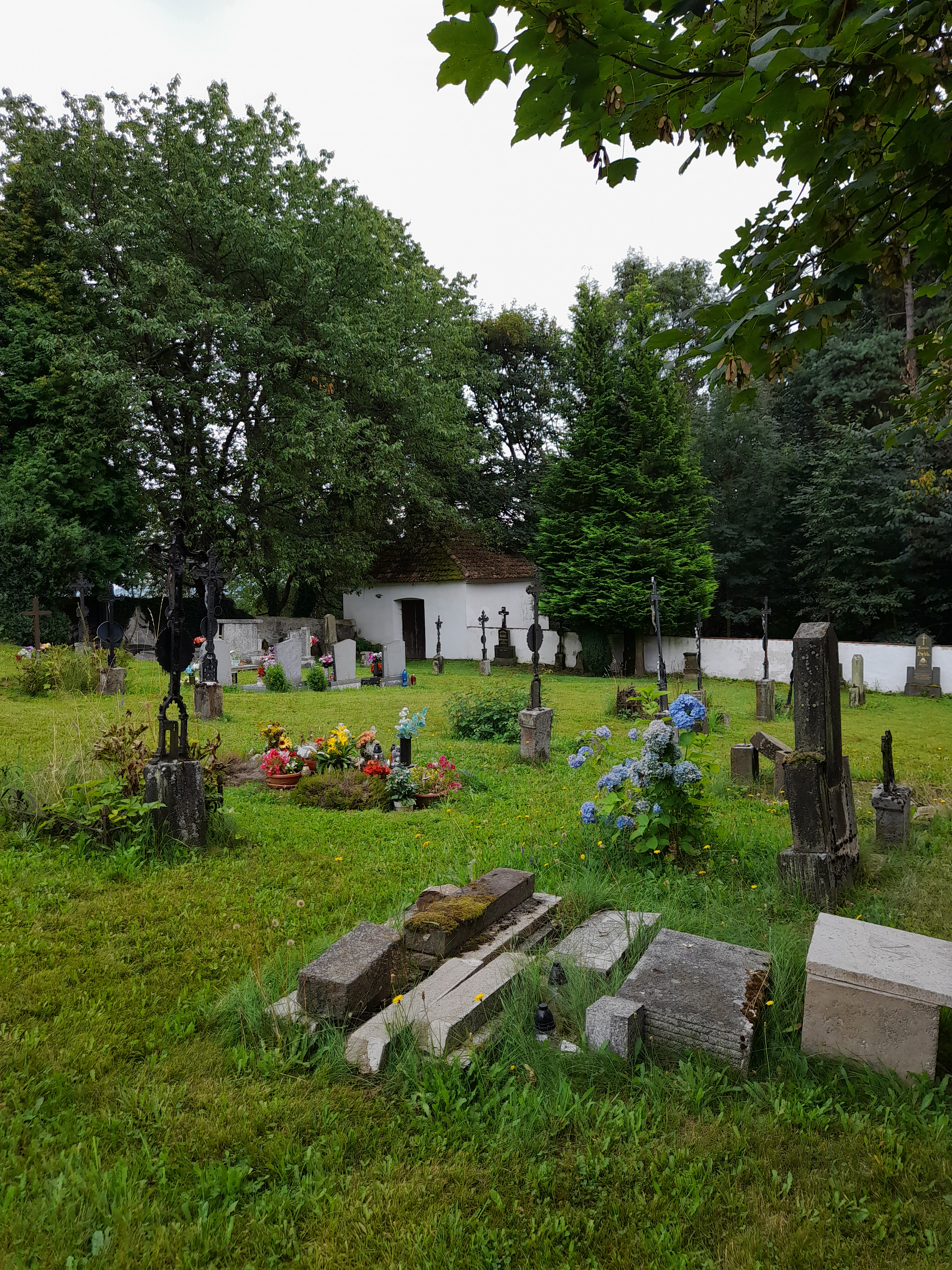
Ktišský hřbitov
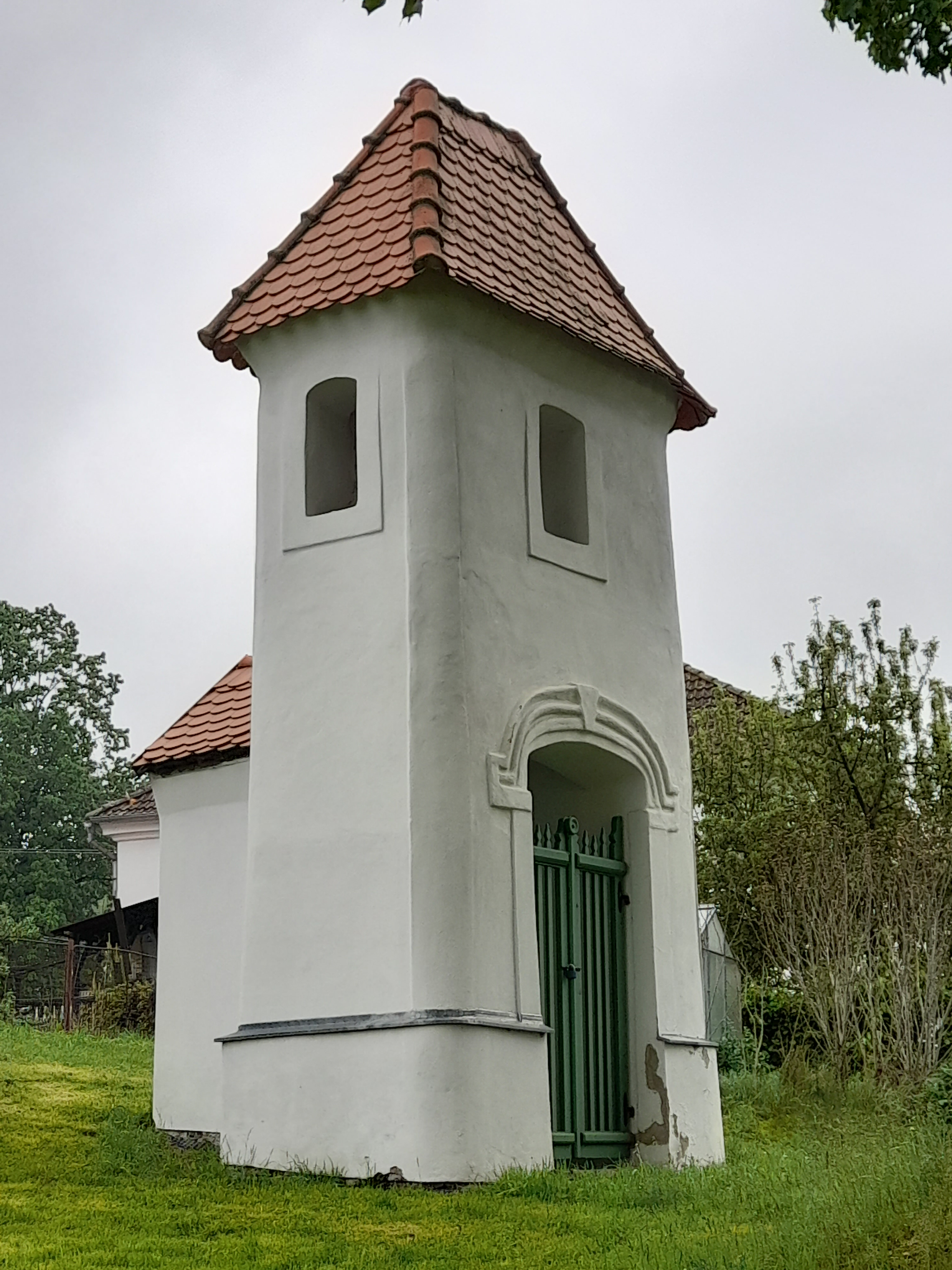
Kaple v Březovíku
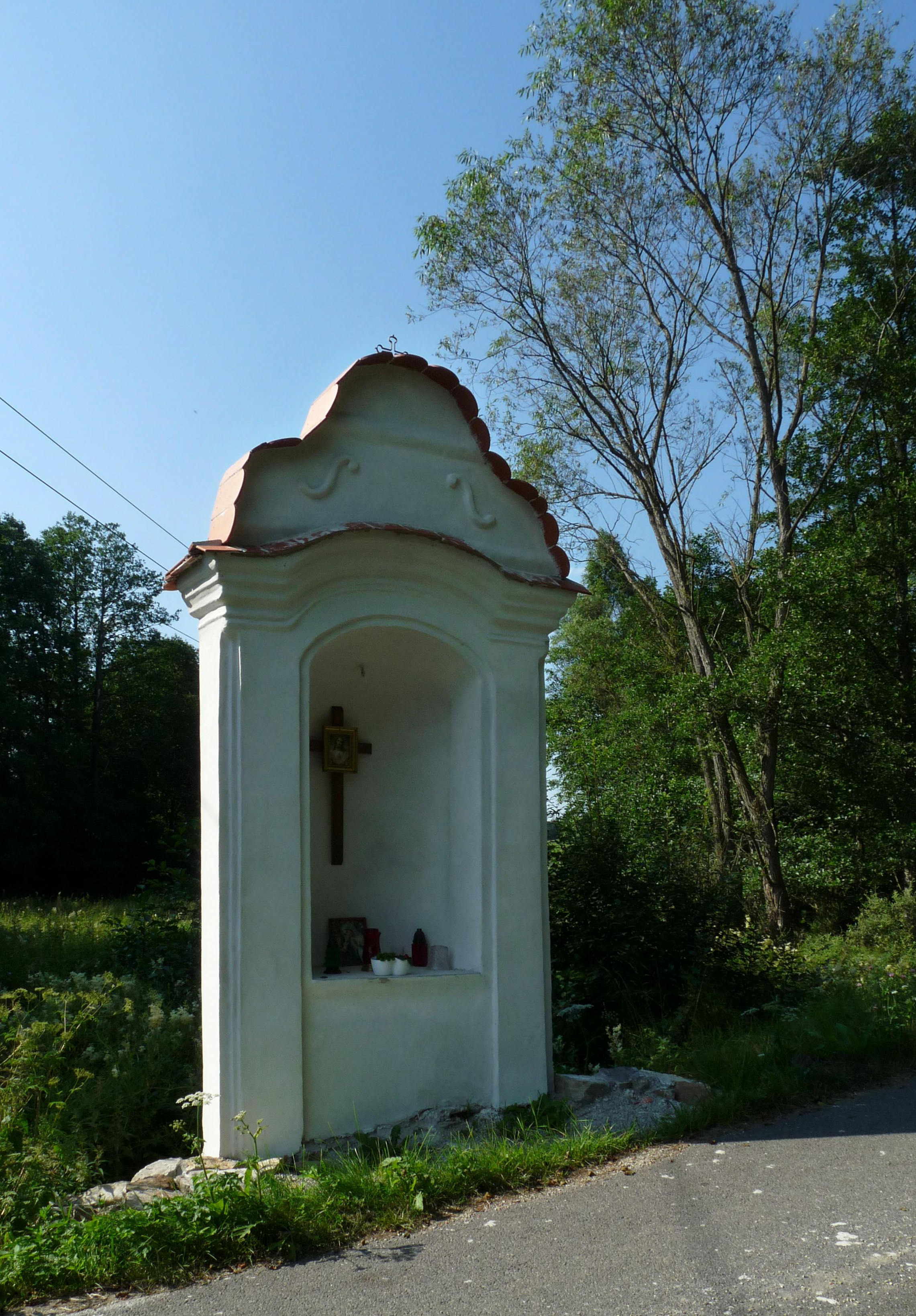
Výklenková kaple v Dobročkově